# Ailo Gaup (Rennfahrer)
Ailo Gaup (Ailo Mikkelsen Gaup, Spitzname: Iceman; * 22. Januar 1979 in Tromsø) ist ein norwegisch-samischer Freestyle Motocross (FMX) Fahrer. Neben Mathieu Rebeaud hat er die europäische Freestyle Motocross Landschaft in den letzten zwei Jahren dominiert. Seine Motorsport Karriere beginnt er bereits im Alter von fünf Jahren mit Snowmobilrennen. Der Umstieg auf die Motocross Maschine erfolgt 1993, bevor er 2000 zum Freestyle Motocross wechselt. Inzwischen ist er Profi und kann von den gezahlten Preisgeldern und Antrittsgagen leben. Als erster Fahrer hat er 2005 einen Underflip gesprungen, eine Mischung aus 360 und Backflip. Als erster Europäer wurde er zu einem X-Games Wettkampf im Bereich Freestyle Motocross eingeladen.
Seine Mutter Laila Stien ist eine bekannte norwegische Schriftstellerin. Ihr Kinderbuch Mein Bruder der Champion (dt. Übersetzung 2003) handelt von einem Motocross-Fahrer.

## Erfolge
- 2. IFMXF Night of the Jumps Tour 2005
- 8. X-Games Best Trick 2005
- 5. Dew Action Sports Tour 2005
- 1. IFMXF World Ranking 2003 & 2004
- 5. Global X-Games 2003